# Брезол
Брезол (фр. Brézolles) насеље је и општина у централној Француској у региону Центар (регион), у департману Ер и Лоар која припада префектури Дре.
По подацима из 2011. године у општини је живело 1.838 становника, а густина насељености је износила 129,16 становника/km². Општина се простире на површини од 14,23 km². Налази се на средњој надморској висини од 162 метара (максималној 185 m, а минималној 144 m).

## Демографија
| 1962. | 1968. | 1975. | 1982. | 1990. | 1999. | 2011. |
| ----- | ----- | ----- | ----- | ----- | ----- | ----- |
| 1.050 | 1.138 | 1.317 | 1.429 | 1.695 | 1.708 | 1.838 |

График промене броја становника у току последњих година